# Charles Tchoungang
Charles Tchoungang est un avocat et ancien bâtonnier au barreau du Cameroun.

## Biographie

### Carrière
Charles Tchoungang exerce au barreau du Cameroun comme avocat. 
Il a été bâtonnier au barreau du Cameroun entre 2006 et 2009.
Charles Tchoungang a été président de la Conférence internationale des barreaux entre 2006 et 2007.
Il est membre du RDPC, parti au pouvoir au Cameroun,,. 
Il intervient comme chroniqueur sur des chaînes de télévision au Cameroun,.

## Vie privée
Charles Tchoungang est père de plusieurs enfants avec Yolande Ambiana dont il est divorcé.